# توروالدسن ۶۲۵۷
سیارک ۶۲۵۷ (به انگلیسی: 6257 Thorvaldsen، نامگذاری:4098T-1) شش هزار و دویست و پنجاه و هفتمین سیارک کشف شده‌است که در ۲۶ مارس ۱۹۷۱ کشف شد.
قدر مطلق سیارک برابر ۱۳٫۵۰ است.